# 昂特兰
昂特兰（法語：Antrain，法語發音：[ɑ̃tʁɛ̃]）是法国伊勒-维莱讷省的一个旧市镇，位于该省东北部，属于富热尔-维特雷区。2019年1月1日，昂特兰和相邻的另外3个市镇合并为新市镇瓦勒库埃农（Val-Couesnon），并成为政府驻地。

## 地理
昂特兰（48°27'38"N, 1°29'5"W）面积9.31 平方千米，位于法国布列塔尼大區伊勒-维莱讷省，该省份为法国西北部沿海省份，位于布列塔尼半岛东部，北濒大西洋，西接阿摩尔滨海省和莫尔比昂省，南至大西洋卢瓦尔省，西南端接曼恩-卢瓦尔省，东临马耶讷省，东北与芒什省接壤。
与昂特兰接壤的市镇（或旧市镇、城区）包括：拉丰特内勒、圣旺拉鲁埃里、苏热阿勒、特朗布莱、萨塞。

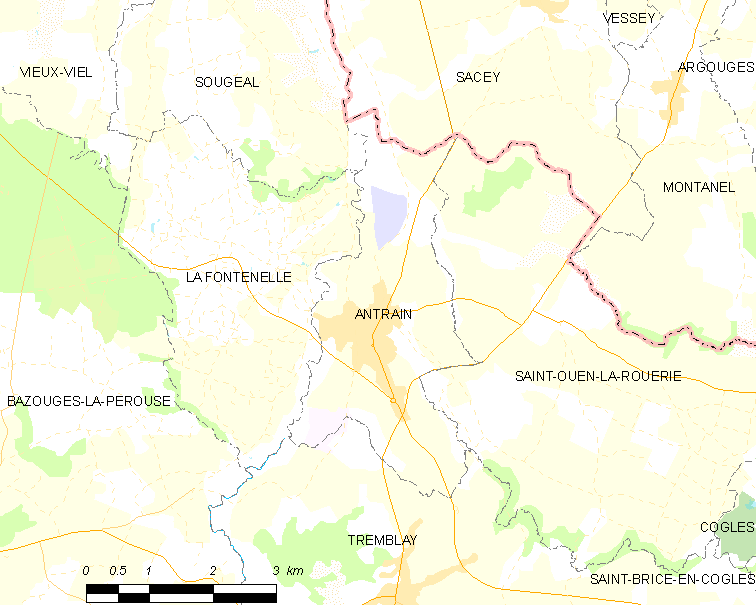
昂特兰的OSM定位图

昂特兰的时区为UTC+01:00、UTC+02:00（夏令时）。

## 行政
昂特兰的邮政编码为35560，INSEE市镇编码为35004。

## 政治
昂特兰所属的省级选区为瓦勒库埃农县。

## 人口

1962-2008年间昂特兰人口变化图示

昂特兰于2018年1月1日时的人口数量为1289人。